# Copa Rio Branco 1968
Copa Rio Branco 1968 – turniej towarzyski o puchar Rio Branco odbył się po raz dziewiąty w 1968 roku. W spotkaniu uczestniczyły zespoły: Brazylii i Urugwaju.

## Mecze
| 9 czerwca São Paulo |  | Brazylia | 2 | - | 0 | Urugwaj |

| 12 czerwca Rio de Janeiro |  | Brazylia | 4 | - | 0 | Urugwaj |

## Końcowa tabela
| M | Reprezentacja | L.m. | Zw. | Rem. | Por. | Bramki | R.br. | Pkt |
| 1 | Brazylia      | 2    | 2   | 0    | 0    | 6:0    | +6    | 4   |
| 2 | Urugwaj       | 2    | 0   | 0    | 2    | 0:6    | -6    | 0   |

Triumfatorem turnieju Copa Rio Branco 1968 został zespół Brazylii.
Poprzednim turniejem tej serii był Copa Rio Branco 1967, a następnym Copa Rio Branco 1976.